# Subulina
Subulina é um género de gastrópode  da família Achatinidae .
Este género contém as seguintes espécies:
- Subulina abessinica (Thiele, 1933)
- Subulina albini Germain, 1923
- Subulina avakubiensis Pilsbry, 1919
- Subulina bequaerti Pilsbry, 1919
- Subulina biafrae Ortiz de Zárate & Ortiz de Zárate, 1959
- Subulina bicolumellaris E. von Martens, 1895
- Subulina bruggenorum Breure & Ablett, 2018
- Subulina canonica (Morelet, 1886)
- Subulina cereola (Morelet, 1860)
- Subulina chiarinii Pollonera, 1887
- Subulina connollyi Bacci, 1951
- Subulina emini (E. A. Smith, 1890)
- Subulina entebbana (Pollonera, 1907)
- Subulina erlangeri O. Boettger, 1907
- Subulina feai Germain, 1912
- Subulina ferriezi (Morelet, 1882)
- Subulina glabella (Morelet, 1883)
- Subulina glyptochephala Pilsbry, 1919
- Subulina gracilenta (Morelet, 1867)
- Subulina gracillima Connolly, 1919
- Subulina gratacapi Pilsbry, 1919
- Subulina intermedia Gibbons, 1877
- Subulina jaensis Preston, 1909
- Subulina kassaiana Rochebrune & Germain, 1904
- Subulina krebedjeensis Germain, 1907
- Subulina lacuum O. Boettger, 1907
- Subulina lasti (E. A. Smith, 1890)
- Subulina leia Putzeys, 1899
- Subulina lowei Pilsbry, 1919
- Subulina mabilliana Bourguignat, 1883
- Subulina mamillata (Craven, 1880)
- Subulina manampetsaensis Fischer-Piette & Testud, 1964
- Subulina maringoensis Preston, 1910
- Subulina moreleti Girard, 1893
- Subulina mrimensis Verdcourt, 1979
- Subulina munzingerii (Jickeli, 1873)
- Subulina newtoni Girard, 1893
- Subulina normalis (Morelet, 1885)
- Subulina octona (Bruguière, 1789)
- Subulina ornata (Morelet, 1888)
- Subulina parana Pilsbry, 1906
- Subulina pengensis Pilsbry, 1919
- Subulina pergracilis E. von Martens, 1897
- Subulina perlucida (Preston, 1910)
- Subulina perstriata E. von Martens, 1895
- Subulina petrensis (Morelet, 1866)
- Subulina pileata (E. von Martens, 1876)
- Subulina pyramidalis (Morelet, 1883)
- Subulina roccatii Pollonera, 1906
- Subulina simplex (Morelet, 1882)
- Subulina sinistrorsa Dupuis, 1922
- Subulina suaveolata (Jickeli, 1873)
- Subulina subangulata Putzeys, 1899
- Subulina subcrenata E. von Martens, 1895
- Subulina taruensis Connolly, 1923
- Subulina terebella (Morelet, 1886)
- Subulina thysvillensis Pilsbry, 1919
- Subulina totistriata Pilsbry, 1906
- Subulina turtoni Connolly, 1923
- Subulina viridula Connolly, 1923
- Subulina vitrea (Mousson, 1888)
- Subulina yatesi (L. Pfeiffer, 1855)
- Subulina usambarica K. Pfeiffer [3]